# Vicente Herrera Hernández
Vicente Herrera Hernández (1874, Papantla, Veracruz - 1947, Cazones de Herrera, Veracruz) fue un general mexicano, que combatió durante la Revolución mexicana en la zona sur del estado de Veracruz. 
El pueblo de Cazones de Herrera lo tiene en su lista de personajes más ilustres.